# David Lodge (scrittore)
David Lodge (Londra, 28 gennaio 1935 – Birmingham, 1º gennaio 2025) è stato uno scrittore, critico letterario e anglista britannico.

## Biografia
Si laureò nel 1955 allo University College di Londra (dove conseguì anche un master nel 1959). Nel 1960, ottenne un dottorato di ricerca presso l'Università di Birmingham, dove insegnò inglese dal 1960 al 1987.
Nei suoi romanzi, ha spesso raffigurato in maniera satirica gli accademici (in particolare, gli umanisti). Di religione cattolica (anche se si autodescrisse come un "cattolico agnostico"), molti dei suoi personaggi abbracciano la religione cattolica. Anzi, la religione stessa è stata spesso trattata nei suoi romanzi, come The British Museum Is Falling Down, How Far Can You Go? e Paradise News.
Oltre ai celeberrimi racconti in stile ironico e irriverente, Lodge ha scritto durante la sua carriera accademica saggi di critica letteraria dedicati in particolare alla teoria del romanzo e all'indagine di alcuni fondamentali esponenti della letteratura mondiale da Graham Greene a Evelyn Waugh.
In contrapposizione a John Barth e al suo saggio The Literature of Exhaustion, David Lodge propone una specie di romanzo realista. Nasce il romanzo problematico di Lodge, che interiorizza l'esitazione dello scrittore contemporaneo tra scrittura realista e pura scrittura "fictional". Caratteristiche della metanarrativa di Lodge sono: la strategia dell'autore-nel-testo (narrautore), la strategia del lettore-nel-testo (drammatizzazione della relazione con il lettore), interruzioni della struttura narrativa, enfasi o allusioni al funzionamento e alla costruzione dello stile narrativo, riferimento libero alla letteratura (intertesto), enfasi del paratesto (titoli, sottotitoli, note dell'autore, prefazione).
David Lodge fu autore teatrale e televisivo e curò inoltre personalmente le trasposizioni cinematografiche di alcuni suoi romanzi.
Nel 1998, venne nominato Commendatore dell'Ordine dell'Impero Britannico per i suoi meriti in campo letterario. 

### Notizie dal Paradiso
‘Notizie dal Paradiso’, attraverso le storie di un gruppo di persone in partenza per Honolulu, affronta temi come la fragilità umana di fronte alla malattia ed alla morte; il bisogno di riferimenti spirituali inappagato dai riti tradizionali; i problemi familiari che si trascinano da anni pur essendo nati da litigi banali, o sorti da eventi recentissimi. 
Tuttavia questi argomenti vengono trattati con un approccio leggero, spesso ironico od umoristico.
Il protagonista è Bernard Walsh, un ex sacerdote cattolico che accompagna suo padre ad Honolulu per visitare la sorella, con cui ha interrotto i rapporti da anni, ma che ora supplica di rivederlo perché sta morendo di cancro. L’anziano signore cova antichi rancori e non vorrebbe accontentarla, ma Bernard lo convince ad affrontare il lungo viaggio. Ne viene ricompensato scoprendo, malgrado una tremenda serie di imprevisti, di avere capacità insospettate. Infatti riesce ad organizzare al meglio l’incontro di rappacificazione familiare, e sistema gli affari della zia in modo da permetterle di trascorrere serenamente gli ultimi mesi di vita. Inoltre incontra una donna che gli fa conoscere il vero amore, superando tabu’ e traumi dovuti alla sua formazione e ad una fallimentare esperienza precedente.
Con sottile ironia vengono delineati i comportamenti verosimili di persone che, pur trovandosi a condividere un viaggio alle mitiche Hawaii, lo affrontano con stati d’animo ed aspettative totalmente diverse. Il titolo del libro, ad esempio, richiama un personaggio specifico: il sociologo Sheldrake, che partecipa ai viaggi organizzati per sostenere la sua teoria della vacanza come rito sostitutivo di quelli religiosi, abbandonati da molti nell’attuale era del consumismo. Alle Hawaii cerca ovunque insegne, cartelli o dépliant con la parola ‘Paradiso’, per dimostrare che l’ossessiva ripetizione induce convinzione di esserci arrivati nei turisti medi.
invece anche ad Honolulu esiste uno stridente contrasto fra la moltitudine che vuole divertirsi e la condizione di poveri e ammalati, che spesso non hanno letteralmente un posto dove vivere. 
La cultura originaria è stata spazzata via, e si tenta di farla sopravvivere con esibizioni folcloristiche piuttosto pacchiane che, peraltro, spesso non convincono neppure i turisti.
Oltre la patina di gaiezza e colore ciascuno intuisce di portare con sé, intatti, i propri problemi.
Però a volte succede, come per Bernard, che siano invece le difficoltà a far emergere nuove prospettive e a far scoprire che è possibile stare meglio cambiando abitudini.

## Opere

### Romanzi
- The Picturegoers, 1960
- Ginger You're Barmy, 1962
- The British Museum Is Falling Down, 1965 (ed. it. È crollato il British Museum, trad. di M. Buckwell e R. Palazzi, Milano, Bompiani, 1992, ISBN 978-88-452-1896-5)
- Out of the Shelter, 1970 (ed. it. Fuori dal guscio, Bompiani, 1994)
- Changing Places: A Tale of Two Campuses, 1975 (ed. it. Scambi, Bompiani, 1988)
- How Far Can You Go?, 1980 (ed. it. Quante volte figliolo?, trad. di Mary Buckwell Gislon e Rosetta Palazzi, Milano, Bompiani, 1996)
- Small World: An Academic Romance, 1984 (ed.it. Il professore va al congresso, Bompiani, 1989)
- Nice Work, 1988 (ed.it. Ottimo lavoro, professore!, Bompiani, 1991)
- Paradise News, 1991 (ed. it. Notizie dal Paradiso, trad. di M. Buckwell e R. Palazzi, Bompiani, 1993, ISBN 88-452-2055-9)
- Therapy, 1995 (ed. it. La felicità è di questo mondo, trad. di M. Buckwell Gislon e R. Palazzi, Collana Le finestre, Milano, Bompiani, 1995, ISBN 978-88-452-2658-8)
- The Man Who Wouldn't Get Up: And Other Stories, 1998; ed. aumentata, 2016 (ed. it. L'uomo che non voleva alzarsi e altri racconti, trad. di R. Buckwell Gislon e R. Palazzi, Collana Le finestre, Milano, Bompiani, 1997, ISBN 978-88-452-3084-4)
- Home Truths, 1999 (ed. it. Panni sporchi, trad. di M. Buckwell Gislon e R. Palazzi, Collana Letteraria, Milano, Bompiani, 2000, ISBN 978-88-452-4659-3)
- Thinks ..., 2001 (ed. it. Pensieri, pensieri, trad. di M. Gislon e R. Palazzi, Milano, Bompiani, 2002, ISBN 978-88-452-5184-9)
- Author, Author, 2004 (ed. it. Dura, la vita dello scrittore, trad. di M. Gislon e R. Palazzi, Milano, Bompiani, 2004, ISBN 978-88-452-1207-9)
- Deaf Sentence, 2008 (ed. it. Il prof è sordo, trad. di M. Buckwell Gislon e R. Palazzi, Milano, Bompiani, 2009, ISBN 978-88-452-6308-8)
- A Man of Parts (H.G. Wells), 2011 (ed. it. Un uomo di fascino, trad. di R. Palazzi e M. Gislon, Milano, Bompiani, 2012, ISBN 978-88-452-7094-9)

### Saggi
- Language of Fiction, 1966
- Graham Greene, 1966
- The Novelist at the Crossroads, 1971
- Evelyn Waugh, 1971
- Twentieth Century Literary Criticism, 1972
- The Modes of Modern Writing, 1977
- Working with Structualism, 1981
- Write On, 1986
- After Bakhtin, 1990
- The Art of fiction, 1992 (ed. it. L'arte della narrativa, con una Nota di Hermann Grosser, trad. di Mary Buckwell Gislon e R. Palazzi, Milano, Bompiani, 1995, ISBN 978-88-452-2296-2)
- Modern Criticism and Theory: A Reader, 1992
- The Practice of Writing, 1997 (ed. it. Il mestiere di scrivere, trad. di A. Tubertini, Collana Le terre n.16, Roma, Fazi, 1998, ISBN 978-88-811-2079-6)
- Consciousness and the Novel, 2003 (ed. it. La coscienza e il romanzo, trad. di M. Gislon e R. Palazzi, Collana Studi, Milano, Bompiani, 2011, ISBN 978-88-452-6789-5)
- The Year of Henry James: The Story of a Novel, 2006
- Lives in Writing, 2014

### Autobiografia
- Quite a Good Time To Be Born: a Memoir, 1935-75, 2015 (ed. it. Un buon momento per nascere. Memoir 1935-1975, trad. di M. Gislon e R. Palazzi, Collana Overlook, Milano, Bompiani, 2017, ISBN 978-88-452-9351-1)
- Writer's Luck: A Memoir: 1976-1991, 2018 (ed. it. La fortuna dello scrittore. Memoir 1976-1991, trad. di M. Gislon e R. Palazzi, Collana Overlook, Milano, Bompiani, 2021, ISBN 978-88-452-9814-1)
- Varying Degrees of Success: A Memoir: 1992-2020, 2020

### Teatro
- The Writing Game, 1990 (ed. it. Il gioco della scrittura, trad. di M. Cugini e C. Piazzoli, a cura di L. Lepri, Milano, Bompiani, 2002, ISBN 978-88-452-5300-3)
- Home Truths, 1999
- Secret Thoughts (adattamento di Thinks...), 2011

### Adattamenti per la televisione
- Small World, 1988
- Nice Work, 1989
- Martin Chuzzlewit, 1994
- The Writing Game, 1995